# F.E.M
Simon Gacquiere connu sous le nom de F.E.M est un DJ, auteur-compositeur, musicien, remixeur, Youtuber de musique électronique français originaire de Rennes.

## Biographie
Avec plus de 10 ans de carrière F.E.M est devenu un acteur de la scène électronique bretonne en développant au fil des ans, un style qui traverse l'intégralité du spectre de la musique électronique underground.
Il a signé de nombreux EPs et Remixs dans le monde entier dont plusieurs opus sur KMS. Il s'est aussi produit aux Transmusicales, au Festival Panoramas, au festival Astropolis, au Family Piknik Festival mais également au Rex Club, au Warehouse Club ou encore à l'iBoat. Il a également fait une tournée en Chine et à Ibiza,,,,,.
Il a créé, tout au long de sa carrière, plusieurs alias pour développer chacun de ses univers musicaux. Le premier en 2017, Poem, qui voyage entre Indie Dance et Melodic Techno, le second en 2019, Nucleus, qui navigue entre House et Disco / Funk et, en 2022, Guy Wander, qui se concentre sur la Bass Music. Il forme également un duo avec Quentin Schneider et Remy Gourlaouen.
Depuis 2020, F.E.M partage ses techniques de production sur sa chaîne YouTube. Pendant près d'un an, il relate en vidéo chaque étape de la création du morceau Roars, jusqu'à proposer un concours de remix à sa communauté. Avec les remix gagnants, il inaugure son nouveau label : M.E.S Music ,,,.

## Discographie

### Compilations & Singles
- 2023 : Fonction, par F.E.M - M.E.S Music
- 2023 : Fée Braisée, par F.E.M - M.E.S Music
- 2023 : Megagym, par F.E.M - Error 303
- 2022 : Emerge, par F.E.M - 20+2 Years of electronic music - A-Traction Records
- 2022 : Shell, par Guy Wander - Krampouezh #2 - M.E.S Music
- 2022 : The Rising, par F.E.M - Krampouezh #1 - M.E.S Music
- 2021 : BEAM, par F.E.M - M.E.S Music
- 2020 : Utopia, par F.E.M - Lockdown (Part 1) - Mikrokosm
- 2020 : Titan (Ft. Optim), par F.E.M - Rennes All Stars - Human Disease Network[12].
- 2020 : Around Alone, par F.E.M - Vitesse VA - Menuise Records
- 2019 : Dull Society, par Poem - Agujas Del Pajar - Condor Tunes
- 2018 : Undercatt, par F.E.M - Planets At Sunset - Tulipa Recordings
- 2018 : Meeting (Ft. Ael), par F.E.M - One Year - Red Rec
- 2017 : Footswitch, par F.E.M - Redlight Visions 2 - Redlight Music
- 2017 : Path To Liberty, par Poem - Endless Roads Vol II - Grrreat Recordings
- 2015 : White Knight, par F.E.M- Ain't no wall hight enough Part 3 - Brique Rouge
- 2014 : My Drug, par F.E.M - Elevate Your Mind 2014 Sampler - KMS
- 2014 : Paradise, par F.E.M - Christmas Gift LP II - Carton-Pâte Records
- 2013 : Funny Groove, par F.E.M - BPM Contest Vol 2 - Maquisards
- 2012 : Reg' Song, par F.E.M - 4th Birthday - So French Records

### Remixes
- 2022 : Evgeniy Nuzhnov - Chameleon (Poem Remix) - Family Piknik Music
- 2020 : Tale Of Us - Afterlight (Poem Edit) - [Unofficial Remix]
- 2019 : Hans Zimmer - Why So Serious ? (F.E.M Remix) - [Unofficial Remix]
- 2019 : Brutkho - Bhekamba (F.E.M Remix) - Redlight Music
- 2019 : Massive Attack - Teardrop (Poem Remix) - [Unofficial Remix]
- 2019 : Trismus - Rage (F.E.M Remix) - Carton-Pâte Records
- 2019 : Portishead -  Machine Gun (Poem Remix) - [Unofficial Remix]
- 2019 : William Masson - Mind Blowing (F.E.M Remix) - EP Digital Music
- 2018 : NAASH - L01 (F.E.M Remix) - Carton-Pâte Records
- 2018 : Harry Gregson-Williams - Making Water (Poem Remix) - [Unofficial Remix]
- 2017 : Victoria.52, Mr.CRLS - Samson (F.E.M Remix) - Apex Recordings
- 2017 : WhoMadeWho - Hi & Low (Poem Remix) - [Unofficial Remix]
- 2017 : Manu Chaman - Dancing Angels (Poem Remix) - Frequenza
- 2016 : Massive Attack - Ritual Spirit (F.E.M & Quentin Schneider Remix) - [Unofficial Remix]
- 2016 : Alt-J - Interlude 1 (F.E.M & Quentin Schneider Remix) - [Unofficial Remix]
- 2015 : TomCole - This Sound (F.E.M Remix) - KMS
- 2015 : I.R.O.N - In My Mind (F.E.M Remix) - A-Traction Records
- 2015 : Van Did, Lox D - Milla (F.E.M Remix) - Grrreat Recordings
- 2014 : Marst - Let It Feel (F.E.M Remix) - KMS
- 2013 : Jusai - Rain (F.E.M Remix) - Groove Life Records

## Récompenses
- 2012 : Vainqueur du NRJ Dj Cast[réf. nécessaire]
- 2012 : Finaliste du BPM Contest[13].
- 2013 : Vainqueur du Tremplin Grand Ouest[14].